# Cauê Santos da Mata
Cauê Santos da Mata (født 1. maj 1986) er en tidligere brasiliansk fodboldspiller.